# Monte Carlo Masters 2013
Il Monte Carlo Masters 2013, chiamato anche per motivi di sponsorizzazione Monte Carlo Rolex Masters 2013, è stato un torneo di tennis maschile disputato sulla terra rossa. È stata la 106ª edizione del Monte Carlo Masters, sponsorizzato dalla Rolex, facente parte della categoria ATP World Tour Masters 1000 nell'ambito dell'ATP World Tour 2013. Il torneo si è svolto al Monte Carlo Country Club di Roquebrune-Cap-Martin in Francia, vicino a Monte Carlo nel Principato di Monaco, dal 15 al 21 aprile 2013.

## Partecipanti

### Teste di serie
| Nazionalità | Giocatore             | Ranking* | Testa di serie |
| ----------- | --------------------- | -------- | -------------- |
| Serbia      | Novak Đoković         | 1        | 1              |
| Regno Unito | Andy Murray           | 2        | 2              |
| Spagna      | Rafael Nadal          | 5        | 3              |
| Rep. Ceca   | Tomáš Berdych         | 6        | 4              |
| Argentina   | Juan Martín del Potro | 7        | 5              |
| Francia     | Jo-Wilfried Tsonga    | 8        | 6              |
| Francia     | Richard Gasquet       | 9        | 7              |
| Serbia      | Janko Tipsarević      | 10       | 8              |
| Croazia     | Marin Čilić           | 11       | 9              |
| Spagna      | Nicolás Almagro       | 12       | 10             |
| Francia     | Gilles Simon          | 13       | 11             |
| Germania    | Tommy Haas            | 14       | 12             |
| Canada      | Milos Raonic          | 16       | 13             |
| Svizzera    | Stan Wawrinka         | 17       | 14             |
| Argentina   | Juan Mónaco           | 18       | 15             |
| Italia      | Andreas Seppi         | 19       | 16             |

- Ranking all'8 aprile 2013.

### Altri partecipanti
I seguenti giocatori hanno ricevuto una wild card per il tabellone principale:
- Juan Martín del Potro
- Gaël Monfils
- John Isner
- Benjamin Balleret

I seguenti giocatori sono passati dalle qualificazioni: 

- Pablo Andújar
- Daniel Brands
- Victor Hănescu
- Jesse Huta Galung
- Albert Montañés
- Albert Ramos Viñolas
- Édouard Roger-Vasselin

## Punti e montepremi
Poiché il Masters di Monte Carlo è un Masters 1000 non obbligatorio ha una speciale regola per il punteggio: pur essendo conteggiato come un torneo 500, i punti sono quelli di un Masters 1000. Il montepremi complessivo è di 2 646 495 €. 
| Torneo    | Torneo              | V       | F       | SF      | QF     | 3T     | 2T     | 1T    | Q  | Q2    | Q1    |
| Singolare | Punti               | 1000    | 600     | 360     | 180    | 90     | 45     | 10    | 25 | 16    | 0     |
| Singolare | Premi in denaro (€) | 501.700 | 246.000 | 123.800 | 62.950 | 32.700 | 17.235 | 9.305 | –  | 2.140 | 1.090 |
| Doppio    | Punti               | 1000    | 600     | 360     | 180    | –      | 90     | 0     | –  | –     | –     |
| Doppio    | Premi in denaro (€) | 155.400 | 70.060  | 38.150  | 19.580 | –      | 10.120 | 5.340 | –  | –     | –     |

## Campioni

### Singolare
Novak Đoković ha sconfitto in finale  Rafael Nadal per 6–2, 7–6(1).
- È il trentasettesimo titolo in carriera per Đoković e il terzo del 2013.

### Doppio
Julien Benneteau /  Nenad Zimonjić hanno sconfitto in finale  Bob Bryan /  Mike Bryan per 4–6, 7–6(4), [14–12].